# 土井崎信号場
土井崎信号場（どいざきしんごうじょう）は、長崎県諫早市小長井町遠竹にある、九州旅客鉄道（JR九州）長崎本線の信号場である。
肥前大浦駅と小長井駅のほぼ中間にあり、海岸線から山側に入った位置にある。車窓からの眺望は悪く、信号小屋はないが監視用のお立ち台がある。

## 歴史
- 1976年（昭和51年）6月1日：日本国有鉄道が開設[1]。
- 1987年（昭和62年）4月1日：国鉄分割民営化により九州旅客鉄道が継承[1]。

## 構造
2線を有する単線区間列車交換形の信号場である。下り線を通過線とする一線スルー式。構内の鳥栖方が大きくカーブしている。かつて一部の普通列車が、当信号場で特急「かもめ」の待避を行っていたが、西九州新幹線の開業に伴い在来線特急かもめが廃止されたため、現在では行われていない。尚、小長井駅発着の列車は当信号場を利用して折り返す。

## 周辺
- 国道207号
- 長崎県交通局（県営バス）土井崎バス停（同局諫早営業所発が中心）

## 隣の駅
九州旅客鉄道（JR九州）
■長崎本線
肥前大浦駅 - （土井崎信号場） - 小長井駅